# 215 (numero)
Duecentoquindici (215) è il numero naturale dopo il 214 e prima del 216.

## Proprietà matematiche
- È un numero dispari.
- È un numero composto da 4 divisori: 1, 5, 43, 215. Poiché la somma dei suoi divisori (escluso il numero stesso) è 49 < 215, è un numero difettivo.
- È un numero semiprimo.
- Può essere espresso in due modi diversi come differenza di due quadrati: {\displaystyle 215=24^{2}-19^{2}=108^{2}-107^{2}}.
- È un numero 23-gonale.
- È un numero malvagio.
- È il secondo più piccolo numero, dopo il 5, tale che {\displaystyle n^{2}-17} è il doppio di un quadrato: {\displaystyle 215^{2}-17=2\times 152^{2}\,}.[1]
- È un numero palindromo nel sistema di numerazione posizionale a base 4 (3113) e a base 6 (555). In quest'ultima base è altresì un numero a cifra ripetuta.
- {\displaystyle 215=(3!)^{3}-1}
- Ci sono 215 sequenze di quattro interi, contando come distinte i vari riarrangiamenti, tali che la somma dei loro reciproci valga 1[2]. Esse sono:
  - 24 disposizioni di (2,3,7,42), (2,3,8,24), (2,3,9,18), (2,3,10,15), (2,4,5,20) e (2,4,6,12).
  - 12 disposizioni di (3,3,4,12), (3,4,4,6), (2,3,12,12), (2,4,8,8) e (2,5,5,10).
  - 6 disposizioni di (3,3,6,6).
  - 4 disposizioni di (2,6,6,6).
  - 1 disposizione di (4,4,4,4).
- È parte delle terne pitagoriche (129, 172, 215), (215, 516, 559), (215, 912, 937), (215, 4620, 4625), (215, 23112, 23113).
- È un numero congruente.

## Astronomia
- 215P/NEAT è una cometa periodica del sistema solare.
- 215 Oenone è un asteroide della fascia principale del sistema solare.
- NGC 215 è una galassia lenticolare della costellazione della Fenice.

## Astronautica
- Cosmos 215 è un satellite artificiale russo.

## Altri ambiti
- L'additivo alimentare E215 è il sodio etilparaben.